# Anaxidia lozogramma
Anaxidia lozogramma là một loài bướm đêm thuộc họ Limacodidae được tìm thấy ở Úc, ở các khu vực bán duyên hải từ Atherton đến Eungella ở phía bắc Queensland và từ nam Queensland đến núi Keira ở New South Wales.
Ấu trùng ăn the foliage of Macadamia, Dodonaea triquetra và Camellia.